# Mount McKerrow
Mount McKerrow är ett berg i Antarktis. Det ligger i Östantarktis. Australien gör anspråk på området. Toppen på Mount McKerrow är 2 024 meter över havet, eller 508 meter över den omgivande terrängen. Bredden vid basen är 3,2 km.
Terrängen runt Mount McKerrow är varierad. Trakten är obefolkad. Det finns inga samhällen i närheten.